# 果果
果果（1967年10月—），男，藏族，籍贯西藏自治区墨竹工卡县，中华人民共和国政治人物，曾为中国共产党党员，並担任拉萨市长等职务。

## 生平
果果毕业于中共中央党校研究学院中共党史专业，在职研究生学历。1984年5月参加工作，1984年至1995年期间在墨竹工卡县工作，先后担任文秘、县委组织部干事、组织部副部长等职务，期间曾在西藏农牧学院干部训练部和西藏大学学习，并于1992年6月加入中国共产党。
1995年，任共青团拉萨市委副书记，其后历任拉萨市文化局副局长、拉萨市旅游局副局长、局长、尼木县县长、拉萨市副市长、城关区委书记等职。
2016年6月29日，任中共拉萨市委副书记、拉萨市人民政府党组书记。2016年10月29日，任拉萨市人民政府副市长、代理市长。2017年6月，正式当选拉萨市人民政府市长。2018年2月，当选第十三届全国人大代表。2022年12月12日，不再担任拉萨市人民政府市长。
2023年2月2日，任西藏自治区市场监管局党组书记、副局长。
2023年6月23日，果果因涉嫌嚴重違紀違法，接受西藏自治区纪委监委纪律审查和监察调查。2024年12月21日，官方披露果果已被中共西藏自治区纪委开除党籍，但没有披露细节。